# Тунджалав Бурханетдин
Тунай Джалав, Тунджалав (кум. Тунай Джалав Будайни уланы (XVI в., неизвестно — Эндирей или Казанище ) — младший брат Чопан-шамхала, амир Аварии.

## Биография
В 1578 году Тучелав Тарковский и его брат Чопан-шамхал участвовали с союзной Турцией в военном походе в Закавказье против иранской экспансии на Ширван и Шемаху. В поощрение за успехи в этой операции султан Мурад III передал Чопан-шамхалу в управление санджаки Шабран и Дербент, а Тучелаву — санджак Ахты. Также был заключён дипломатический брак между Осман-пашой Оздемир-оглу и дочерью Тучелава Рабиёй Михридиль Шерфи-ханым.
Тунджалав Бурханетдин-бек, брат и соратник Чопан-шаухала, личность широко известная в истории османско-кумыкских отношений в последней четверти XVI в.). В «Нусрет-наме» он представлен как «Авар Забити Тучалав Бег», т. е. как «завоеватель Авара Тучалав Бек». Ему же в период османских завоеваний на Кавказе (1577‑78 гг.) был отдан санджак Ахты Ширванского вилайета. Таким образом, этот Тунай-Джалав-бек и был отцом Алибека II, авторитет и влияние которого в рассматриваемую эпоху, видимо, объяснялось родством с Домом османов (его дочь Рабиа-Михридиль была замужем за полководцем и садразамом (премьер-министром Османского Двора) Осман-пашой Оздемир оглу. После смерти первого мужа она вышла замуж за Хасан-пашу губернатора Боснии, сына садразама Двора Мехмет-паши Соколлу. Могилу Тунджалава (он же Бурхан-ет-Дин, от араб. «доказательство веры», видимо, почетное прозвище в честь его заслуг в распространении ислама среди горцев) турецкий путешественник Эвлия Челеби видел среди могил шаухальской знати в Эндирей в период его пребывания здесь в 1666 году.
Андий-шамхал сын Чупана-шамхала, привлёк на свою сторону Солтан-Мута Эндирейского, Зоруш-бия и Албури, сыновей своего дяди Тунай-Джалава (по другой версий Андий-шамхал привлек своих сыновей, то есть Андий-шамхал и Тунай-Джалав - это одна и та же личность, то есть Тунай-Джалав был не братом Чопана, а его сыном). В 1614 году, в схватке с казаками под Эндиреем, погиб Али-Солтан, сын Андий-шамхала.
По сведениям Эвлии Челеби его могила-мавзолей находится в Эндирее, по другим данным — в Казанище.

## Примечание
1. ↑  Гюнер. Авары были тюрки. К истории аварского народа
2. 1 2  Источник. Дата обращения: 22 сентября 2020. Архивировано 17 апреля 2021 года.
3. ↑  Исторический календарь-2008. Дата обращения: 31 августа 2012. Архивировано 22 декабря 2017 года.
4. ↑  Neue Seite 3. www.vostlit.info. Дата обращения: 4 декабря 2021. Архивировано 4 декабря 2021 года.
5. ↑  К.М. Алиев. Кумыки и их правители шаухалы в османских (турецких) источниках XVI – первой половины XVIII веков. Архивировано 4 декабря 2021 года.
6. ↑  Айтберов Т. Материалы по хронологии и гениалогии Аварских правителей.
7. ↑  Алиев К. М. .."В начале было письмо" Газета Ёлдаш/Времена, от 13. 04. 2012.
8. ↑  Запись на полях рукописного Корана. Перевод Каирханова А. 1983. Личный архив.
9. ↑  Гюнер. Авары были тюрки. К истории аварского народа